# Zámek Azay-le-Rideau
Zámek Azay-le-Rideau (Château d'Azay-le-Rideau) je renesanční zámek postavený na ostrově na řece Indre v katastru obce Azay-le-Rideau. Je jedním z nejvýznamnějších zámků v údolí Loiry, které byly zařazeny na seznam Světové dědictví.
Zámek leží na místě pevnosti, kterou založil počátkem 12. století rytíř Ridel d'Azay. 4. července 1189 na ní uzavřeli Filip II. August a Jindřich II. Plantagenet dohodu o společném postupu v třetí křížové výpravě. Pevnost byla zničena za Stoleté války (odtud někdejší přezdívka Azay-le-Brûlé - „spálené Azay“), současná podoba zámku pochází z roku 1523. Stavbu řídil Gilles Berthelot, starosta města Tours. V roce 1619 na zámku přenocoval král Ludvík XIII. V roce 1905 byl zámek zakoupen státem a získal označení Monument historique. Interiér nabízí k prohlídce bohaté sbírky renesančního nábytku a obrazů. Kolem zámku se rozkládá rozsáhlý anglický park.